# ヨシコ・ウチダ
ヨシコ・ウチダ（Yoshiko Uchida、漢字：内田 淑子、1921年11月24日 - 1992年6月21日）は日系アメリカ人作家、特に児童文学作家として知られる。日系人強制収容所体験に基づく自伝小説『トパーズへの旅』、自伝『荒野に追われた人々』、日系一世の女性の苦難に焦点を当てた小説『写真花嫁』などを発表。また、差別と闘いながら懸命に希望に向かって生きる日系人の姿を二世の少女リンコの目を通して描いたリンコ三部作をはじめとする作品により、アメリカ児童文学に新風を吹き込んだ。
カリフォルニア・コモンウェルス・クラブ児童文学最高賞のほか、オレゴン大学、日系アメリカ人市民同盟、ユタ州歴史協会、カリフォルニア英語教員協会などによりその功績を称えられた。

## 背景
ヨシコ・ウチダは1921年11月24日、アラメダ（カリフォルニア州）に生まれた。父タカシ (堯; 1884–1971) は武家の出身で同志社大学卒業後、1903年頃にハワイに渡り、3年ほど日本語教師を務めた後、さらにカリフォルニアに渡った。シアトルに住む日系一世の実業家であるの古屋政次郎と出会い、フルヤ商事ポートランド支店（オレゴン州）の支店長に就任。1917年に三井商事サンフランシスコ支店に入社した。ヨシコの母イク (郁子; 1893–1966) はいわゆる「写真花嫁」であった。イクもタカシと同じく同志社大学を卒業し、共通の恩師の紹介で知り合った。イクは文学に親しみ、「草花一本にも興味を感じる人で、短歌をよくした」という。
三井物産の副支店長に昇進したタカシは、妻イク、長女ケイコ (1918–2008)、次女ヨシコを連れてバークレーに引っ越した。バークレーは当時、白人社会であったため、他の地域でコミュニティを形成していた日系人と違って、ヨシコは常に白人社会に同化したいと願っていた。しかし、それはまた、当時の白人優位社会にあって日系人であることに劣等感を抱き、常に怯え、差別に傷つかないための防衛手段を講じることであり、「日本人の髪でも切ってもらえるか」、「日本人でもプールに入っていいか」などとその都度、許可を求めていたという。とはいえ、通常の日系人コミュニティより恵まれた環境に育ったヨシコは、ピアノを習い、コンサートや美術館に通い、休暇には東海岸や日本へ旅行する機会もあった。また、日本語学校へ行かなかったことも他の日系人と違う点である。両親ともキリスト教徒であったため、子どもたちもオークランドの日系会衆派教会の日曜学校に通った。社交的で面倒見の良い父は、同志社大学の同窓生や仕事仲間など来客が絶えず、やがて（サンフランシスコ）ベイエリア・コミュニティで指導者的役割を担うようになった。
ウチダは16歳でカリフォルニア大学バークレー校に入学し、英語、歴史、哲学を専攻した。

## 日系人の強制収容

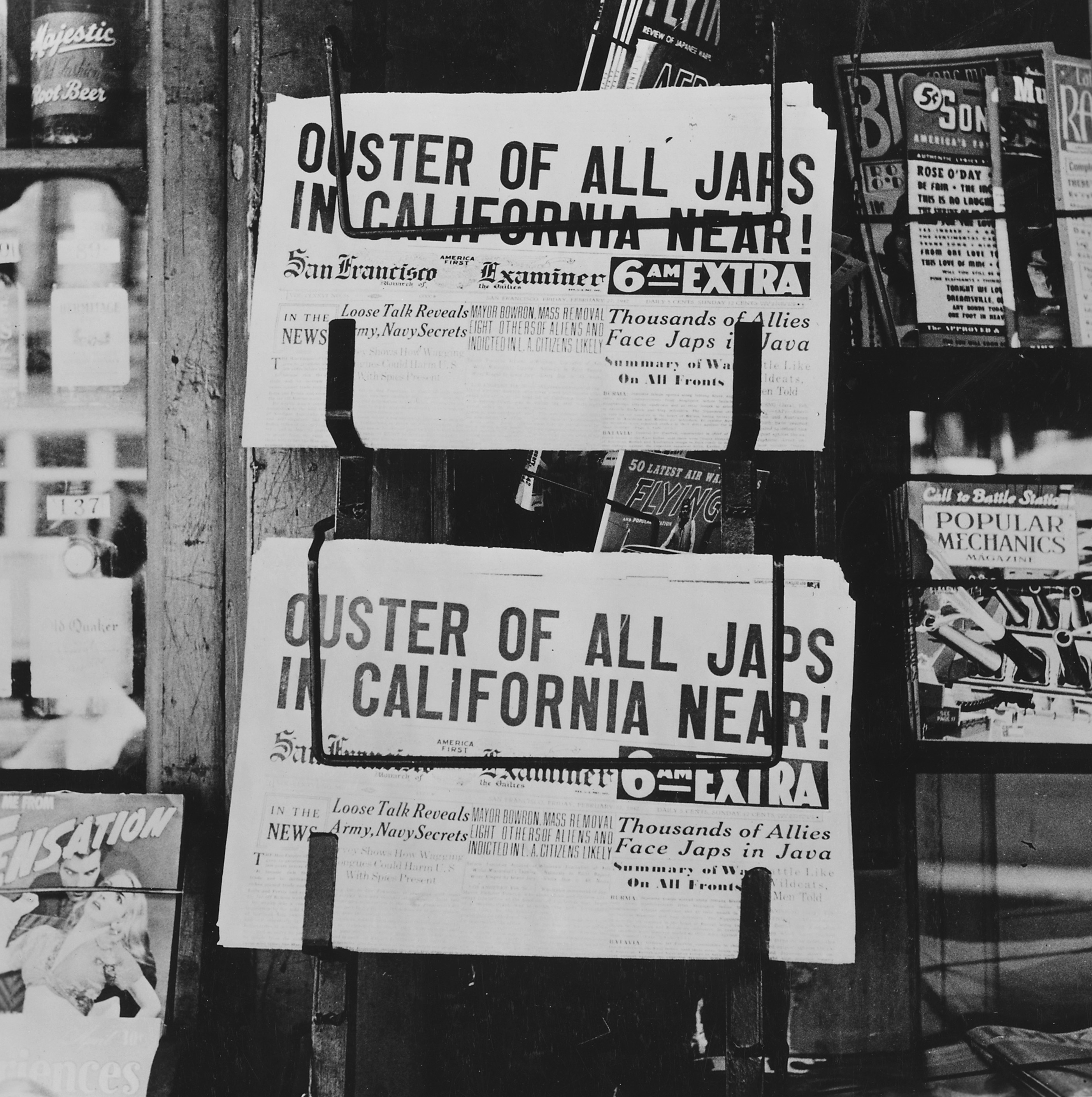
《近日中にカリフォルニアからすべてのジャップを追放！》(1942年2月27日; 米国立古文書・記録管理局所蔵)

1941年12月の日本軍の真珠湾攻撃の後、1942年2月19日、ルーズベルト大統領が発令した大統領令9066号により、日系人の強制立ち退き（強制収容）が始まり、カリフォルニア州、オレゴン州、ワシントン州に住む約12万人の日系人が内陸部の10の収容所に送られることになった。日本人の来客が多く、コミュニティの指導者と目されていた父タカシは真っ先に疑いをかけられ、真珠湾攻撃の当日にFBIに連行された。最初はサンフランシスコの移民抑留地区に送られ、さらにモンタナ州ミズーラの捕虜収容所に抑留された。ウチダは当初、アメリカに生まれ、市民権のある二世が強制収容されることなどあるはずがないと信じていたが、周囲の白人からも疑いの目を向けられるようになり、大学の友人にすら「真珠湾攻撃について本当に何も知らなかったのか」と言われ、深く傷ついた。

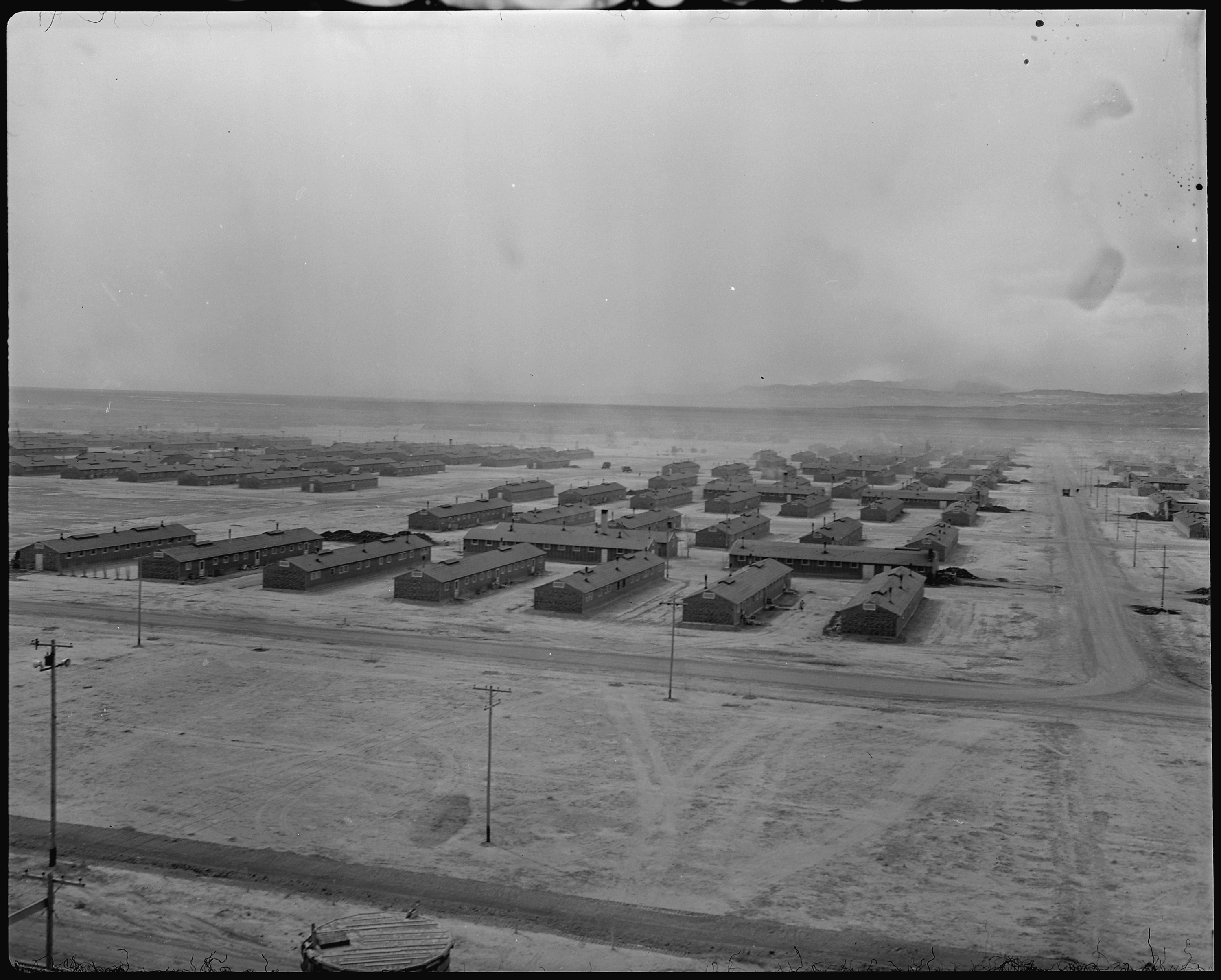
トパーズ戦争移住センター (1943年3月14日; カレッジパーク国立古文書館所蔵)

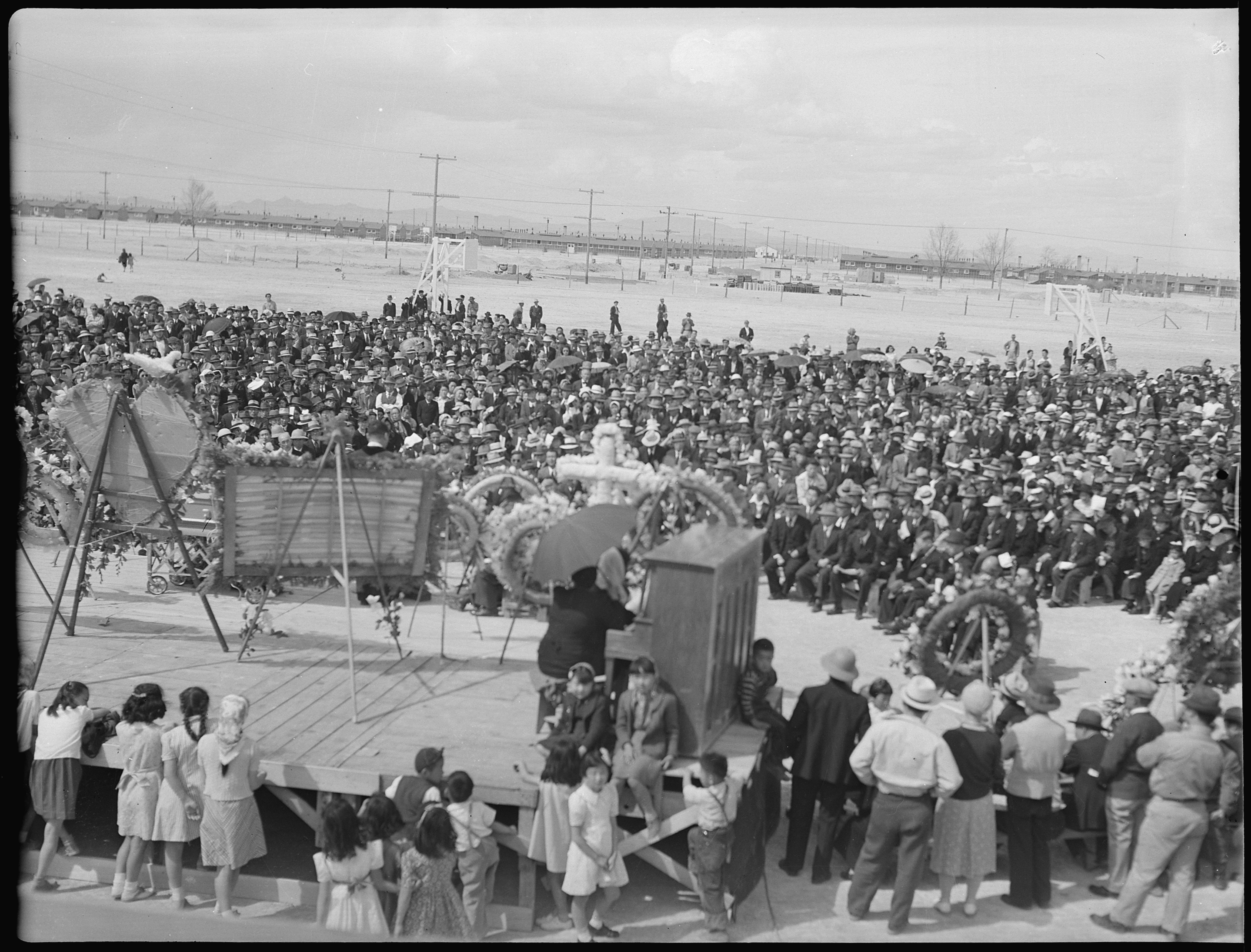
収容所内でのジェイムズ・ワカサの葬儀 (1943年4月19日; カレッジパーク国立古文書館所蔵)

ウチダは学業の中断を余儀なくされたうえ、わずか10日ほどの間に立ち退きの準備をしなければならず、一家は家財を安く売り払ったり、寺院や教会に預けたりして、タンフォラン仮収容所に向かった。一家にあてがわれた部屋は旧競馬場の馬小屋の一画だったが、ここで5か月暮らし、ようやく自治組織ができた頃、再び2日2晩の過酷な移動を強いられ、トパーズ戦争移住センターに収容された。この強制収容所はユタ州の砂漠の中にあり、寒さが厳しいうえに、たびたび砂嵐に襲われ、病気に倒れる者も出た。医師が少なく医療設備も整っていなかったため、高齢者の一世をはじめとし、かなりの死者を出した。1943年4月、63歳の日系一世の男性ジェイムズ・ハツキ・ワカサが見張りの米兵に銃殺された。鉄条網の近くを歩いていたために脱走を企てたと誤解されたのである。米兵は軍事裁判にかけられたが無罪となった。被抑留者の銃殺はトパーズ収容所では一度だけであったが、ウチダの著書では繰り返し語られ、『トパーズへの旅』では主人公ユキの親友エミの祖父、『写真花嫁』では主人公ハナの夫タローが同じように鉄条網の近くを歩いていて銃殺される。
ウチダは収容所の小学校の教師であったが、ここでも設備が整っていなかったため、授業を始めるまでにはまだかなりの作業が必要であった。やがて父タカシが釈放されてトパーズ収容所の家族のもとに戻ってきた。カリフォルニア大学バークレー校からはトパーズ収容所抑留中に学位授与の連絡を受けた。
1943年1月、日系人による部隊（第442連隊戦闘団）が編制されることが発表され、強制収容所内で志願兵の募集が行われた。強制収容した市民に対して今度は「国のために戦え」というアメリカ政府の矛盾に憤る者、日系人の将来のためにアメリカに対する忠誠心を示す絶好の機会だと言う者など、激しい議論が交わされた。『トパーズへの旅』は強制収容所体験に基づく自伝的小説だが、この事件を大きく取り上げるために、ウチダが自らを重ねて描いている主人公ユキには（姉ではなく）兄があるという設定にし、彼が第442連隊戦闘団に志願して出兵し、続編の『故郷への旅 (Journey Home)』では、彼が身体的にばかりでなく精神的にも深い傷を負い、心を閉ざしている様子を描いている。
ウチダはすでにタンフォラン仮収容所にいたときに女子名門大学スミス・カレッジに入学できる可能があった。これは、市民権のある二世の場合は、煩雑な申請手続きを踏んでアメリカへの忠誠心が認められると、就学や就職のために収容所を出ることが可能だったからである。彼女はこの時点では、収容所でのコミュニティの生活に貢献するためにこれを断っていたが、トパーズ収容所にいる間に再び申請手続きを行い、1943年5月にスミス・カレッジから研究奨学金を受けて大学院に入学する許可が与えられた。同時に、姉のケイコも就職の機会が与えられ、二人は同年6月に収容所を出ることになった。1年余の収容生活で大学に復帰できたことは、当時の日系人のなかでは幸運であったといえる。数か月後には両親も収容所を出て、ソルトレイクシティ（ユタ州）に居を構えることになった。これは、一部には、収容生活が長引くにつれ、管理事務所で白人と仕事をしていた父タカシを敵対視する日系人が出てきて、脅迫を受けるようになったせいであるとされる。

## 作家活動
1944年にスミス・カレッジで教育学の修士号を取得し、フィラデルフィアで小学校の教師になった。同時に執筆活動を続けるつもりであったが、多忙を極め、体調もすぐれなかったため、姉のケイコが住むニューヨークに引っ越し、1946年から太平洋問題調査会、次いで47年から学生キリスト教合同会議の事務局を務めた。こうして夜は執筆に励むことができたウチダは『ニューヨーカー』や『アトランティックマンスリー』に短篇を送ったが、すべて却下された。
コロンビア大学で児童文学を学んだ後、同大学の講師として招かれていたハーコート・ブレイス社の編集者マーガレット・K・マケルダリーに日本の民話や昔話を紹介するよう勧められ、1949年、母イクから聞かされた民話をまとめ『踊るやかん (The Dancing Kettle)』として発表した。「踊るやかん」は「分福茶釜」のことであり、本書にはこの他に「浦島太郎」、「ヤマタノオロチ」、「こぶとりじいさん」、「因幡の白兎」、「玉の井」、「竹取物語」、「ねずみの嫁入り」、「桃太郎」、「一本の藁 (わら)」、「舌切り雀」、「蛤女房 (ハマグリ姫)」、「花咲か爺」、「一寸法師」が収められている。さらに、1951年には、日系少女スーザン・スサキを主人公とする最初の児童文学書『スーザンの新しい友達 (New Friends for Susan)』を発表した。

## 日本留学
1952年、フォード財団の研究奨学金を受けて2年間、日本に留学することになった。京都と東京に滞在し、日本の美術や工芸作品に触れ、民藝運動の創始者（柳宗悦、濱田庄司、河井寛次郎）の禅に根ざした哲学に傾倒した。また、この間、祖父母の墓参りをしたり、全国津々浦々を旅行して日本の民話を収集したりと、日本の伝統、文化、価値を身をもって知ることになった。これは、ウチダの自己認識を大きく変えた。戦時下でドイツ系やイタリア系と違って日系だけが強制収容所に抑留され、日本人は敵性外国人だという偏見や迫害を受けたあまりにも辛い経験から、今ようやく日本人を先祖にもつ自分に誇りをもつようになったのである。彼女は『荒野に追われた人々』で、2年間の日本での経験により「日系アメリカ人としての私自身のなかに新たな次元を発見し、両親が生まれ育った文化に対する称賛や敬意を抱いて帰国した」と書いている。
帰国後、ウチダは『ニッポンタイムズ』(『ジャパンタイムズ』は1943年から一時期、軍部の圧力により「ニッポンタイムズ」へ題号変更を強いられていた) に日本の民藝運動を紹介する記事を掲載している。また、収集した民話をまとめたものとして『大ダコさまのぼうし (The Magic Listening Cap)』(1955)、『六兵衛と千個のおにぎり(Rokubei and the Thousand Rice Bowls)』(1962) などを発表した。前者は、『ニューヨーク・ヘラルド・トリビューン』紙の児童文学部門「春のブック・フェスティバル」賞を受賞した。

## 抑留日系人補償運動と執筆活動 - 記憶を語り継ぐために
強制収容に対する補償については、1948年7月に日系人退去補償請求法が制定され、最初の補償策が施行されているが、文書によって証明できる不動産・私有財産のみに限られるなど、その内容と対象は極めて限定的なものであり、日系人が受けた様々な不利益、精神的苦痛の補償、さらには日系人の経験・記憶の継承など真の補償運動が始まるまでにはまだかなりの歳月を要した。
ウチダが『トパーズへの旅』を発表したのは1971年のことだが、1970年代初頭は60年代の黒人公民権運動のうねりが他のマイノリティにも波及し、日系人についても、1948年の日系人退去補償請求法では考慮されなかった無形の損害、侵害された自由、尊厳などの回復を求めた補償運動が始まったばかりであった。『トパーズへの旅』の続編『故郷への旅』を発表したのは1978年、さらにこれらの虚構を含む作品ではなく彼女自身が直接体験した事実を語った自伝『荒野に追われた人々』を著したのは1982年のことである。1988年にレーガン大統領により「1988年市民の自由法」が署名され、強制収容によって損なわれた日系アメリカ人の名誉回復がようやく実現することになるが、ウチダは30年以上にわたるこうした変遷に配慮しながら強制収容に関する著述を進めており、名誉回復後の1991年には、再度、強制収容体験を語った自伝『見えない糸』が発表された。ウチダが死去する前年のことである。
ウチダはこの他に、写真花嫁として渡米した女性を主人公とした『写真花嫁』を発表しており、「アメリカ人の目には個人の意思や感情を無視した後進国日本の野蛮な習慣と映った」写真花嫁は、1920年に日本政府が夫とともに渡航する女性にのみパスポートを発行する措置を講じたため、事実上、この時点で終焉したが、この意味で、文学作品としてだけでなく、日系移民史の史料としても重要である。
ウチダは日系人の苦難を語り継ぐ活動の一環として、児童文学作品を多数発表した。代表作はリンコ三部作（『夢は翼をつけて』、『リンコの逆転ホームラン』、『最高のハッピーエンド』）および『わすれないよ いつまでも ― 日系アメリカ人少女の物語』であり、いずれも、差別と闘いながら常に前向きに生きる日系二世の少女を描き、アメリカ児童文学に新風を吹き込み、アメリカの子どもたちに「新たな主人公、新たな世界観」を提示した。

## 著書
- The Dancing Kettle and Other Japanese Folk Tales (「分福茶釜」ほか日本の民話) (Harcourt, 1949)
- New Friends for Susan (スーザンの新しい友達), ヘンリー・ユズル・スギモト (イラスト) (Scribner, 1951)
- The Magic Listening Cap: More Folk Tales from Japan (「大ダコさまのぼうし」ほか日本の民話), 著者自身によるイラスト, (Harcourt, 1955) ---『ニューヨーク・ヘラルド・トリビューン』紙 児童文学部門「春のブック・フェスティバル」賞受賞。
- The Full Circle (原点に戻る) (Friendship, 1957)
- Takao and Grandfather's Sword (タカオと祖父の剣) (Harcourt, 1958)
- The Promised Year (約束の年) (Harcourt, 1959)
- Mik and the Prowler (ミックと空き巣狙い) (Harcourt, 1960)
- Rokubei and the Thousand Rice Bowls (六兵衛と千個のおにぎり) (Scribner, 1962)
- The Forever Christmas Tree (永遠のクリスマスツリー), カズエ・ミズウラ (イラスト) (Scribner, 1963)
- Sumi's Prize (スミのご褒美), カズエ・ミズウラ (イラスト) (Scribner, 1964)
- The Sea of Gold, and Other Tales from Japan (「海の怪光」ほか日本の民話), マリアン・ヤマグチ (イラスト) (Scribner, 1965)
- In-Between Miya (間に立つミヤ) (Scribner, 1967)
- Hisako's Mysteries (ヒサコの謎) (Scribner, 1969)
- Sumi and the Goat and the Tokyo Express (スミと山羊と東京新幹線), カズエ・ミズウラ (イラスト) (Scribner, 1969)
- Makoto, the Smallest Boy (いちばん背の低いマコト), アキヒト・シラカワ (イラスト) (Crowell, 1970)
- Journey to Topaz: A Story of the Japanese American Evacuation (Scribner, 1971)
  - 『強制収容所 トパーズへの旅 ― 日系少女ユキの物語』柴田寛二訳, 評論社, 1983

日系人強制収容所での辛い生活、困惑や絶望を11歳の少女ユキの目を通して描く。上記参照。ユタ州歴史協会モリス・S・ローゼンブラット賞受賞。
- Samurai of Gold Hill (Scribner, 1972)
  - 『ゴールドヒルのサムライ』吉田悠紀子訳, 小坂茂 (絵), ひくまの出版, 1999

1869年 (明治2年) 徳川幕府が倒れ、最後まで新政府に抵抗して破れた会津藩の武士、松坂源之助が、息子の孝市、会津藩の農民やオランダ人軍事顧問スネールらとともにひそかに横浜から出航し、新天地で農業や産業を起こすために奮闘するが、白人からの迫害に遭うなどして失意のうちに、再び新たな地を求めて旅立つ。初期の日本人移民の歴史的事実に基づく作品で、史料としても重要である。カリフォルニア・コモンウェルス・クラブ賞受賞。
- The Birthday Visitor (誕生日の訪問者) (Scribner, 1975)
- The Rooster who Understood Japanese (日本語が分かる雄鶏) (Scribner, 1976)
- The Bracelet (Putnam & Grosset, 1976)
  - 『わすれないよ いつまでも ― 日系アメリカ人少女の物語』ジョアナ・ヤードリー (イラスト), 浜崎絵梨訳, 晶文社, 2013
- Journey Home (故郷への旅) (Atheneum, 1978)

「トパーズへの旅」の続編として、収容所から戻った日系人家族の生活を描く。反日感情はさらに強く、住むところも見つからず、やっと始めた雑貨屋も白人の放火で再びすべてを失う。第442連隊戦闘団に入り、欧州に出兵していた兄ケンイチが復員するが、精神的にも深い傷を負い、心を閉ざしている。だが、息子を日本との戦争（硫黄島の戦い）で失いながらも、日系人はアメリカ人であり、日本人とは違うと、温かく迎えてくれる白人夫妻に出会う。
- A Jar of Dreams (Atheneum, 1981) --- リンコ三部作
  - 『夢は翼をつけて』吉田悠紀子訳, いせひでこ (絵), ひくまの出版, 2004

カリフォルニア・コモンウェルス・クラブ児童文学最高賞
- Desert Exile: The Uprooting of a Japanese-American Family (1982)
  - 『荒野に追われた人々 ― 戦時下日系米人家族の記録』波多野和夫訳, 岩波書店, 1985

ヨシコ・ウチダの生い立ちから収容所体験、その後も続いた反日感情などについて知るうえで最も重要な自伝である。
- The Best Bad Thing (Atheneum, 1983) --- リンコ三部作
  - 『リンコの逆転ホームラン』吉田悠紀子訳, いせひでこ (絵), ひくまの出版, 2006

日系二世のリンコが一世の未亡人ハタ夫人との交流を通して、一世の悲劇を知り（ハタ夫人は写真花嫁であり、相手はアメリカの銀行員と聞かされて渡米したが、実は銀行で掃除をしているだけであった）、日本の風習・文化を受け入れるようになる。
- The Happiest Ending (Atheneum, 1985) --- リンコ三部作
  - 『最高のハッピーエンド』吉田悠紀子訳, ひくまの出版, 2010
- Picture Bride (University of Washington Press, 1987)
  - 『写真花嫁』中山庸子訳, 學藝書林, 1990

21歳のハナ・オオミヤはすでに他家へ嫁した3人の姉たちと違って、新たな可能性を切り開きたいと思っていた。叔父からアメリカで雑貨商を営む青年タロー・タケダとの結婚を持ちかけられて一人渡米を決断。だが、未知の国アメリカでの経験は失望の連続だった。ほのかな憧れを抱いていたキヨシ・ヤマカが病に倒れ、辺りの目も揮からずヤマカを見舞ったがあえなく死亡し、ハナ自身もインフルエンザに罹り、身ごもっていた赤ん坊を死産させてしまう。体面を重んじる誇り高いタローは、口にこそ出さなかったものの、ハナを赦していなかった。ハナはタローの自尊心を重んじ、「夫を立てる妻」として生きようとする。作品後半は主に強制収容所での生活が描かれる。
- Two Foolish Cats (二匹のばかなネコ) (M.K. McElderry Books, 1987)
- The Terrible Leak (ひどい水漏れ) (Creative Education, 1990)
- "Letter from a Concentration Camp" (強制収容所からの手紙), 共著 The Big Book for Peace (平和のための大きな本) 所収, アレン・セイ (イラスト) (Dutton Juvenile, 1990)
- Invisible Thread: An Autobiography (見えない糸 ― 自伝) (Demco Media, 1991)
- The Magic Purse (ふしぎな巾着), ケイコ・ナラハシ (イラスト) (McElderry, 1993)
- The Wise Old Woman (おばあさんの知恵) (McElderry, 1994)

その他の邦訳
- 「雑貨商と黒い蝶ネクタイ」山本茂美訳,『比較文化研究』Vol. 20 (2001年3月), pp. 163-171
  - 原著: Of Dry Goods and Black Bow Ties by Yoshiko Uchida
- 「真珠湾」『日本の名随筆 (別巻97) 昭和 I』鶴見俊輔 編, 作品社, 1999.03
- 「カンダおじさんの黒猫」 山本秀行訳,『人文学会論集』Vol. 17 (1993年8月31日)[14]
  - 原著: Uncle Kanda’s Black Cat, Florence M. Hongo (ed.), Japanese American Journey: The Story of a People (Japanese American Curriculum Project, 1985)

## 参考資料
- ヨシコ・ウチダ著『荒野に追われた人々 ― 戦時下日系米人家族の記録』波多野和夫訳, 岩波書店, 1985.
- Yoshiko Uchida | Densho Encyclopedia.
- Archives West: Yoshiko Uchida papers, 1948-1977.